# Adelberger
Adelberger de la Llombardia (fl 760) va ser una de les diverses dones metgesses que l'historiador Pau de Llombardia (720-800), un benedictí monjo de Como, exposa als seus llibres. Adelberger era la filla de Desideri d'Ístria (governant 756-774). Es conserva poca informació sobre Adelberger.
Adelberger és una figura destacada dins la peça de Chicago elaborada per Judy Chicago anomenada The Dinner Party on hi ha 999 noms entre la Llista de dones a l'Heritage Floor.